# یواس‌اس استرت (سی‌جی-۳۱)
یواس‌اس استرت (سی‌جی-۳۱) (به انگلیسی: USS Sterett (CG-31)) یک کشتی بود که طول آن ۵۴۷ فوت (۱۶۷ متر) بود. این کشتی در سال ۱۹۶۴ ساخته شد.